# Mauricio Weber
Mauricio Enrique Weber Texeira (n. Young, Uruguay, 26 de octubre de 1982) es un futbolista uruguayo. Donde juega de centrocampista y tuvo su carrera en Uruguay, Argentina, Chile y Honduras.

## Trayectoria
Comenzó jugando al baby fútbol con los clubes El Trébol y San Lorenzo. Posteriormente pasó a las inferiores de Peñarol y Nacional, en donde tuvo de compañeros a jugadores como Sebastián Viera, Carlos Valdez y Daniel Leites. Tuvo su debut profesional en 2000 con el equipo de Rentistas, donde permaneció por 4 años y marcó 10 goles en 43 partidos disputados. 
El 5 de febrero de 2005 ficha por Instituto de Córdoba de la Primera División de Argentina, como pedido expreso de su compatriota Luis Garisto y llegando al club como el cuarto uruguayo en el plantel. Nada más alcanzó a disputar cinco juegos del Torneo Clausura 2005 y después regresó a Uruguay para fichar por el Rampla Juniors.
El 1 de marzo de 2006 fichó por el Santiago Morning de la Primera División de Chile. El 19 de marzo convirtió su primera anotación en un duelo que se perdió por 3 goles a 1 contra el Club Deportivo Huachipato. 
El 15 de junio de 2007 fichó por el Victoria de Honduras, equipo en el que alcanzó 4 anotaciones en 43 juegos disputados. Su regular desempeño le valió para ser adquirido por uno de los grandes del fútbol hondureño, Motagua. Fue presentado en las instalaciones de la sede del club el 5 de mayo de 2009 junto con el argentino Sergio Diduch. Salió de Motagua por pleitos con Ramón Maradiaga, en aquel entonces DT del club, siendo de igual forma separados los otros 3 extranjeros en el plantel: Guillermo Díaz Gastambide, Charles Córdoba y Marcelo Cabrita.
En 2011 se retiró del fútbol profesional por decisiones personales, tras disputar una última temporada con Rentistas.
En 2018 se encuentra jugando en fútbol amateur, en el Club Atlético El Trébol De Young

## Clubes
| Club                 | País                | Año                 | PJ  | G  | Prom. |
| -------------------- | ------------------- | ------------------- | --- | -- | ----- |
| Rentistas            | Uruguay             | 2000 - 2004         | 43  | 10 | 0,23  |
| Instituto de Córdoba | Argentina           | 2005                | 5   | 0  | 0,00  |
| Rampla Juniors       | Uruguay             | 2005                | 12  | 1  | 0,08  |
| Santiago Morning     | Chile               | 2006                | 8   | 1  | 0,13  |
| Victoria             | Honduras            | 2007 - 2009         | 43  | 4  | 0,09  |
| Motagua              | Honduras            | 2009 - 2010         | 41  | 3  | 0,08  |
| Rentistas            | Uruguay             | 2011                | 2   | 1  | 0,50  |
| Total en su carrera  | Total en su carrera | Total en su carrera | 154 | 20 | 0,13  |

## Palmarés

### Campeonatos nacionales
| Título                      | Club      | País    | Año     |
| --------------------------- | --------- | ------- | ------- |
| Segunda División de Uruguay | Rentistas | Uruguay | 2010-11 |